# Charlotte Gray (film)
A Charlotte Gray 2001-ben bemutatott romantikus, háborús filmdráma, amelyet Gillian Armstrong rendezett. A forgatókönyvet Sebastian Faulks azonos című regénye alapján Jeremy Brock készítette. A produkció főbb szerepeiben Cate Blanchett, James Fleet és Abigail Cruttenden. 2001. december 17-én mutatták be az Egyesült Államokban. Magyarországon 2003. február 13-tól vetítették a mozikban.

## Cselekmény
A második világháború idején járunk. Charlotte Gray egy fiatal nő a skóciai St Andrewsból, akit a Londonba tartó vonatútja során egy útitársa meghív egy könyvkiadásra. Ott találkozik egy fiatal repülőtiszttel, akibe beleszeret, és akit vendéglátója katonai szolgálatra toboroz. Amikor megtudja, hogy szerelme meghalt egy franciaországi repülőgép-szerencsétlenségben, úgy dönt, hogy maga is bevonul. Megfelelő kiképzés után végül megkapja első beosztását. Ejtőernyővel kell leugrania egy kis falu fölé, és átadni két cserecsövet egy rádióhoz egy kapcsolattartónak.
Ám ez a küldetés kudarcba fullad, a kapcsolattartó személyt elfogják, és maga Charlotte is csak hajszál híján menekül meg a letartóztatástól. A nő tanácsot kér az ellenállás egyik emberétől, Julientől, aki minden további nélkül elrejti őt apja régi vidéki házában. Charlotte-nak egy ideig itt kell bujkálnia, és Julien néhány naponta meglátogatja őt. Szörnyű idők járnak Franciaországban, a zsidókat vagonszámra deportálják, és mindenkit, aki nem tudja bizonyítani, hogy francia, szintén deportálnak. Julien kénytelen bujkálni, és nehéz szívvel hagyja hátra Charlotte-ot. A háború végeztével Charlotte visszatér Angliába. Ott találkozik újra a repülőtiszttel, aki mégsem halt meg, hanem Franciaországban tartották fogva, és nem tudták elszállítani. A lány azonban bevallja neki, hogy már nem tud visszatérni hozzá. Charlotte visszamegy Franciaországba, ahol megkeresi Julient.

## Szereplők
| Szerep               | Színész              | Magyar hangja   |
| -------------------- | -------------------- | --------------- |
| Charlotte Gray       | Cate Blanchett       | Major Melinda   |
| Julien Levade        | Billy Crudup         | Görög László    |
| Monsieur Levade      | Michael Gambon       | Kristóf Tibor   |
| Richard Cannerly     | James Fleet          | Galkó Balázs    |
| Daisy                | Abigail Cruttenden   | Solecki Janka   |
| Sally                | Charlotte McDougall  | Szőlőskei Tímea |
| Peter Gregory        | Rupert Penry-Jones   | Holl Nándor     |
| Borowski             | Robert Hands         | Szatmári Attila |
| Andre                | Lewis Crutch         | Morvay Gábor    |
| Jacob                | Mathew Plato         | Szűcs Balázs    |
| Auguste              | Charlie Condou       | Láng Balázs     |
| Claire Monceau       | Victoria Scarborough | Oláh Orsolya    |
| Jean-Paul            | David Birkin         | Moser Károly    |
| Gerard               | John Bennett         | n.a             |
| Lindermann           | Wolf Kahler          | n.a             |
| Madame Galliot       | Gillian Barge        | Illyés Mari     |
| Roudil, idős férfi   | Michael Mellinger    | Holl János      |
| Sophie, a telefonos  | Rosanna Lavelle      | Árkosi Kati     |
| Monsieur Renech      | Anton Lesser         | Katona Zoltán   |
| Loque                | John Benfield        | Kardos Gábor    |
| Mirabel              | Ron Cook             | Botár Endre     |
| Françoise            | Helen McCrory        | n.a             |
| Paul Pichon          | Jack Shepherd        | Rudas István    |
| pszichiáter          | Hugh Ross            | Izsóf Vilmos    |
| bevetés-kiképzőtiszt | Martin Oldfield      | Kapácsy Miklós  |
| Mr Jackson           | Nicholas Farrell     | Imre István     |
| fegyver-kiképzőtiszt | Damien Myerscough    | Kapácsy Miklós  |
| női kiképzőtiszt     | Miranda Bell         | Koffler Gizella |

## Fogadtatás

### Kritikai visszhang
A filmet általánosságban kedvezőtlenül értékelte a filmkritika. A Rotten Tomatoeson 33%-os minősítést ért el 89 értékelés alapján, az összefoglaló szerint: „Sebastian Faulk regényének unalmas az adaptációja a gyönyörű operatőri munka és Cate Blanchett legjobb erőfeszítései ellenére.” Stephen Grey a Denver Posttól azt írta: „Bár Blanchett jelenléte biztosan érződik a film gyakorlatilag minden jelenetében, a színészi játéka nem. Egyáltalán nem kapcsolódunk hozzá.” Jay Carr a Boston Globe-tól azt írta: „Ez a legszerencsétlenebb árucikk, egy tompa megszokás, gyakorlatilag általános.” Roger Ebert szerint: „Ez egy olyan film, amely remekül néz ki, jó a színjáték, és olyan történetet mesél el, amelyet egy pillanatig sem lehet elhinni.”
A Metacritic 48 pontot adott a 100-ból 28 vélemény alapján. Desson Thomson a Washington Posttól azt írta: „Mámorító, régimódi hangulata van. Az operatőr, Dion Beebe szinte glóriaszerű képeinek és Joseph Bennett hiteles, visszafogott díszlettervezésének köszönhetően azonnal belefeledkezünk a korba.” Michael Sragow a Baltimore Suntól azt írta: „Gillian Armstrong rendezőnő minden érzelmi energiát kiszív a filmje szépséges tájképét beborító emberekből.” Stephen Holden a New York Timestól azt írta: „A film olyan szorgalmasan dolgozik azon, hogy a hősies felemelkedés szellemét közvetítse, és olyan tökéletesen kudarcot vall, hogy tragikus melléfogásnak tűnik.”

### Bevételi adatok
A Box Office Mojo szerint a film 5 millió dolláros bevételt ért el, a költségvetésről nincs adat.